# Жаркулакское месторождение
Жаркулакское месторождение золота расположено в Райымбекском районе Алматинской области Казахстана, в 65 км к югу от села Нарынкол. Открыто в 1939 году, в 1940—1954 годах проведены разведочные работы. Месторождение расположено в золоторудном поясе Жаркулак — Донарша. Руды относятся к низкосульфидной, метаморфогенной кварцево-жильной формации. Золото сконцентрировано в широко распространённых кварцевых жилах кембрийских базальтоидов. Месторождение образовалось во время двух стадий магматизма герцинских гранитоидов центрального Тянь-Шаня. По состоянию на 2000 год, разрабатывалось промышленным предприятием «Маралды Голд».